# Bantwa
Bantwa é uma cidade e um município no distrito de Junagadh, no estado indiano de Gujarat.

## Demografia
Segundo o censo de 2001, Bantwa tinha uma população de 15 216 habitantes. Os indivíduos do sexo masculino constituem 52% da população e os do sexo feminino 48%. Bantwa tem uma taxa de literacia de 69%, superior à média nacional de 59,5%; com 57% para o sexo masculino e 43% para o sexo feminino. 12% da população está abaixo dos 6 anos de idade.